# Christian O’Sullivan
Christian O’Sullivan (* 22. August 1991 in Oslo) ist ein norwegischer Handballspieler, der zumeist auf Rückraum Mitte eingesetzt wird.
Der 1,90 m große Rechtshänder begann seine Profikarriere 2009 beim norwegischen Verein Bækkelagets SK, mit dem er 2013/14 Vize-Meister wurde. Ab der Saison 2014/15 lief er für den schwedischen Erstligisten IFK Kristianstad auf. Mit Kristianstad gewann er 2016 die schwedische Meisterschaft. Seit dem Sommer 2016 steht er beim deutschen Bundesligisten SC Magdeburg unter Vertrag. Mit Magdeburg gewann er die EHF European League 2021, den IHF Super Globe 2021 und die Deutsche Meisterschaft 2022. 2022 verteidigte er mit dem SCM den Titel beim IHF Super Globe 2022. Mit dem SCM gewann er die EHF Champions League 2022/23 im Finale gegen KS Kielce mit 30:29 nach Verlängerung. Beim IHF Super Globe 2023 gewann er zum dritten Mal in Folge die Klub-Weltmeisterschaft. Im Jahr 2024 gewann er mit dem SCM den DHB-Pokal und erneut die deutsche Meisterschaft. In der EHF Champions League 2024/25 gewann er mit dem SCM das Finale gegen die Füchse Berlin.
O’Sullivan debütierte am 19. Juli 2012 für die norwegische Nationalmannschaft gegen Dänemark. Er nahm an der Europameisterschaft 2014 teil, schied aber bereits nach der Vorrunde aus. Mit Norwegen wurde er 2017 und 2019 Vize-Weltmeister. Mit Norwegen nahm er an den Olympischen Spielen in Tokio und an den Olympischen Spielen in Paris teil. Bei der Weltmeisterschaft 2023 nahm er ebenfalls teil. Bei der Weltmeisterschaft 2025 warf er ein Tor in vier Spielen und erreichte mit der Auswahl den 10. Platz.